# トゥバ・ビュユクウストゥン
トゥバ・ビュユクウストゥン（トルコ語: Tuba Büyüküstün、1982年7月5日 - ）は、トルコ共和国の女優。テレビドラマ『オスマン帝国: 皇帝たちの夜明け』などで知られる。ミマール・スィナン芸術大学卒。

## 来歴
トルコ共和国のイスタンブールにて誕生した。私立Özel Doğuş学校に通い、その後、イスタンブールにあるミマール・スィナン芸術大学でカスタムデザインやセット装飾などを学んだ。ビュユクウストゥンは学士号を取得後、幾つかのテレビコマーシャルでモデルとして活動、2003年、テレビシリーズ『Sultan Makam』で女優デビューを飾った。2004年には『Gülizar』で映画デビューした。2005年、人気テレビシリーズ『菩提樹の下』（Ihlamurlar Altında）において国際的に著名となる。特にトルコ世界、東ヨーロッパ、アラブ世界で顕著である。2007年、テレビシリーズ『Asi』（Asi）にはアースィ役で主演した。
2010年のニューヨーク・タイムズ紙による世界で最もセクシーな女性100人のリストに載った。2014年にはトルコのユニセフ協会大使に任命される。
2011年、テレビシリーズ『Gönülçelen』で共演している俳優のオヌル・サイラクOnur Saylakとパリで結婚したが2017年に離婚した。

## 主な出演作品
- Sultan Makam（2003）
- Çemberimde Gül Oya（2004 - 2005）
- Gülizar（2004）
- Ihlamurlar Altında  （原題:菩提樹の下）（2005 - 2007）
- Aşk Yolu（2005）
- Sınav（2006）
- Asi Asi（2007 - 2009）
- Yüreğine Sor（2010）
- Gönülçelen（2010 - 2011）
- 赤いイスタンブール　istanbul kırmızısı (2017)
- オスマン帝国: 皇帝たちの夜明け Rise of Empires: Ottoman(2020)